# Parapimelodus nigribarbis
Parapimelodus nigribarbis är en fiskart som först beskrevs av Boulenger, 1889.  Parapimelodus nigribarbis ingår i släktet Parapimelodus och familjen Pimelodidae. Inga underarter finns listade i Catalogue of Life.